# Haptocillium campanulatum
Haptocillium campanulatum är en svampart som först beskrevs av Glockling, och fick sitt nu gällande namn av Zare & W. Gams 2001. Haptocillium campanulatum ingår i släktet Haptocillium och familjen Ophiocordycipitaceae.   Inga underarter finns listade i Catalogue of Life.